# Verlichte dansvloer
Een verlichte dansvloer is een gladde vloer gemaakt van tegels, die in verschillende kleuren oplichten op de maat van de muziek of in een voorgeprogrammeerd programma. Vaak worden deze vloeren geassocieerd met Disco feesten.

## De eerste dansvloeren
Al sinds de jaren 20 worden er verlichte dansvloeren gebruikt om dansfeesten meer sfeer te geven. Deze eerste dansvloeren waren gemaakt van gekleurde glazen panelen met gloeilampen eronder, doordat er ruimte moest zijn voor de gloeilampen waren deze vloeren wel 16 centimeter hoog. In 1977 werden deze vloeren bekender door de film Saturday Night Fever (film), waarin de hoofdrolspeler John Travolta danste op zo'n vloer. De regisseur kreeg inspiratie doordat hij de vloer tegenkwam in een privé club.

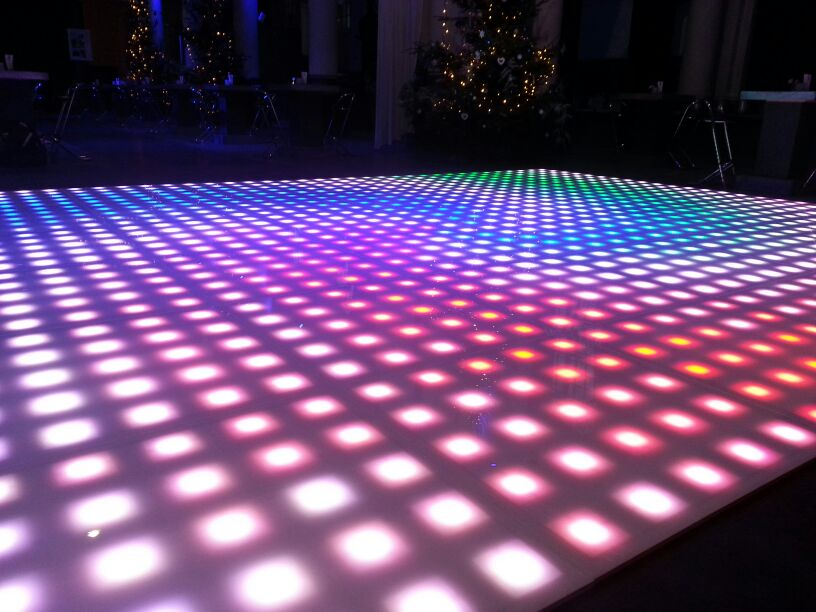
Multicolor LED dansvloer.

## Moderne LED dansvloeren
Tegenwoordig zijn de meeste verlichte dansvloeren voorzien van LED lampjes waardoor ze zuiniger, platter (nog maar 3 centimeter), lichter en duurzamer zijn dan hun voorgangers. De topplaten variëren van veiligheidsglas, polycarbonaat tot plexiglas. Sommige vloeren worden extra beschermd door een aluminium rand.
De vloeren die multicolorLED lampjes bevatten hebben een groter scala aan programma's. Afhankelijk van de besturing kan de vloer gedempt worden en het tempo waarin de vloer knippert kan worden ingesteld. Sommige vloeren kunnen DMX aangestuurd worden of met een computer sturing. Afhankelijk van het aantal lampjes (pixels) kunnen er ook logo's geprogrammeerd worden op de vloeren.

## Luxere dansvloeren
Sommige luxere uitvoeringen bevatten druksensoren, waardoor het patroon zich aanpast aan de dansers op de vloer. Ook zijn er tegenwoordig videovloeren beschikbaar. Deze worden veel gebruikt bij grotere tv shows waar een podium het middelpunt is. Op deze vloeren kunnen videofragmenten worden afgespeeld om een bepaalde setting en sfeer op te roepen bij het publiek.